# Граф Клэр
Граф Клэр (Клер) (англ. Earl of Clare) — угасший английский дворянский титул, созданный три раза: один раз в системе пэрства Англии (1624), в системе пэрства Великобритании (1714) и системе пэрства Ирландии (1795).

## История
Название титула происходит от небольшого города Клэр в графстве Суффолк. Основателем замка Кэр был нормандский феодал Ричард Фиц-Гилберт (1030—1090), участник нормандского завоевания Англии, который получил во владение земли в Суффолке и ряде других графств. По названию замка Клер Ричард Фиц-Гилберт и его потомки стали использовать фамилию «де Клэр». Из рода Клеров происходят три графских дома (Глостер, Пембрук и Хартфорд).

## Клеры
После гибели молодого Гилберта де Клера, 8-го графа Глостера (1291—1314), в битве с шотландцами при Баннокберне (1314), владения дома Клеров были распределены между тремя его сёстрами. Смерть 8-го графа Глостера положила конец величию семьи Клер. Земли Клеров находились на втором месте в королевстве после владений графа Ланкастерского.
Вначале владения Гилберта де Клера перешли под королевскую опеку до решения вопроса о праве на наследство. Земли Клеров были разделены между тремя его сестрами: Элинор (1292—1337), Маргарет (1293—1342) и Элизабет (1295—1360). Хью ле Диспенсер Младший, первый муж Элинор де Клер и фаворит короля Эдуарда II, получил во владение лордство Гламорган в Уэльсе, наиболее важную часть владений рода де Клер.

## Графы Клэр, первая креация (1624)
Титул графа Клэра был создан 2 ноября 1624 года в качестве пэра Англии для Джона Холлса, 1-го барона Хотона (1564—1637). В 1711 году после смерти его правнука, Джона Холлса, 1-го герцога Ньюкасл-апон-Тайна и 4-го графа Клэра (1662—1711), титул графа Клэра прервался.
- 1624—1637: Джон Холлс, 1-й граф Клэр[англ.] (май 1564 — 4 октября 1637), сын Дензилла Холлса (ум. 1590) и Элинор Шеффилд;
- 1637—1666: Джон Холлс, 2-й граф Клэр[англ.] (13 июня 1595 — 2 января 1666), старший сын предыдущего и Энн Стэнхоуп (1576—1651);
- 1666—1689: Гилберт Холлс, 3-й граф Клэр[англ.] (24 апреля 1633 — 16 января 1689), второй сын предыдущего и Элизабет де Вер (1608—1683). Депутат Палаты общин от Ноттингемшира (1660—1661);
- 1689—1711: Джон Холлс, 4-й граф Клэр (9 января 1662 — 15 июля 1711), старший сын предыдущего и Грейс Пирпойнт (ум. 1702), герцог Ньюкасл-апон-Тайн с 1694 года. Лорд-хранитель Малой печати (1705—1711), юстициарий (1711), лорд-лейтенант графств Мидлсекс (1689—1692), Ноттингемшир (1694—1711), Восточный Йоркшир (1699—1711) и Северный Йоркшир (1705—1711).

## Графы Клэр, вторая креация (1714)
Вторично титул графа Клэра (пэрство Великобритании) был создан 19 октября 1714 года для Томаса Пелэма-Холлса (1693—1768), племянник Джона Холлса, 1-го герцога Ньюкасл-апон-Тайна (1662—1711). После его смерти в 1768 году титул угас.
- 1714—1768: Томас Пелэм-Холлс, 1-й герцог Ньюкасл (21 июля 1693 — 17 ноября 1768), старший сын сэра Томаса Пелэма, 1-го барона Пелэма (1653—1712), и леди Грейс Холлс (ум. 1700), дочери Гилберта де Холлса, 3-го графа Клэра, племянник Джона Холлса, 4-го графа Клэра. Лорд-камергер (1717—1724), лидер Палаты лордов (1744—1756, 1757—1762), государственный секретарь Северного департамента (1748—1754), премьер-министр Великобритании (1754—1756, 1757—1762), лорд-хранитель Малой печати (1765—1766), лорд-лейтенант Мидлсекса (1714—1763), Ноттингемшира (1714—1763, 1765—1768) и Суссекса (1761—1763), старший член Тайного совета Великобритании (1765—1768).

## Графы Клэр, третья креация (1795)
В третий раз титул графа Клэра был создан 12 июня 1795 года в системе пэрства Ирландии для Джон Фицгиббона, 1-го виконта Фицгиббона (1748—1802), лорд-канцлера Ирландии. Он раньше получил титулы барона Фицгиббона из Нижнего Коннелло в графстве Лимерик (1789) и виконта Фицгиббона из Лимерика в графстве Лимерик (1793), оба титулы также являлись Пэрством Ирландии. В 1799 году для него был создан титул барона Фицгиббона из Садбэри в графстве Девоншир в звании пэра Великобритании. Ему наследовал в 1802 году его старший сын, Джон Фицгиббон, 2-й граф Клэр (1792—1851). Он был губернатором Бомбея (1831—1835) и лордом-лейтенантом графства Лимерик (1848—1851). Его преемником стал его младший брат, Ричард Хобарт Фицгиббон, 3-й граф Клэр (1793—1864). Он заседал в Палате общин от Лимерика и служил лордом-лейтенантом графства Лимерик (1831—1848, 1851—1864). Единственный сын лорда Клэра, достопочтенный Джон Чарльз Генри Фицгиббон (1829—1854), погиб 24 октября 1854 года в битве под Балаклавой во время Крымской войны. В 1864 году после смерти Роберта Фицгиббона, 3-го графа Клэра, графский титул прервался.
- 1795—1802: Джон Фицгиббон, 1-й граф Клэр (1748 — 28 января 1802), сын Джона Фицгиббона (ум. 1780). Депутат Ирландской палаты общин от Дублинского университета (1778—1783) и Килмаллока (1783—1790), генеральный атторней Ирландии (1783—1789) и лорд-канцлер Ирландии (1789—1802);
- 1802—1851: Джон Фицгиббон, 2-й граф Клэр (10 июля 1792 — 18 августа 1851), старший сын предыдущего. Губернатор Бомбея (1831—1835) и лорд-лейтенант Лимерика[англ.] (1848—1851);
- 1851—1864: Ричард Хобарт Фицгиббон, 3-й граф Клэр (2 октября 1793 — 10 января 1864), младший брат предыдущего. Депутат Палаты общин Великобритании от графства Лимерик (1818—1841), лорд-лейтенант графства Лимерик[англ.] (1831—1848, 1851—1864).